# Yerseke
Yerseke (d. zelandzki:Yese) – wieś w południowo-zachodniej Holandii w prowincji Zelandia. Według spisu ludności z roku 2010 miejscowość liczy 7 024 mieszkańców). W Yerseke znajduje się jedyna na świecie giełda towarowa omułków jadalnych, które są symbolem wsi.